# Diócesis de Gravina
La diócesis de Gravina (en latín: Dioecesis Gravinensis y en italiano: Diocesi di Gravina) fue una circunscripción eclesiástica de la Iglesia católica en Italia. Se trataba de una diócesis latina, sufragánea de la arquidiócesis de Bari. El 30 de septiembre de 1986 se unió a la prelatura de Altamura y Acquaviva delle Fonti para formar la diócesis de Altamura-Gravina-Acquaviva delle Fonti.

## Territorio y organización

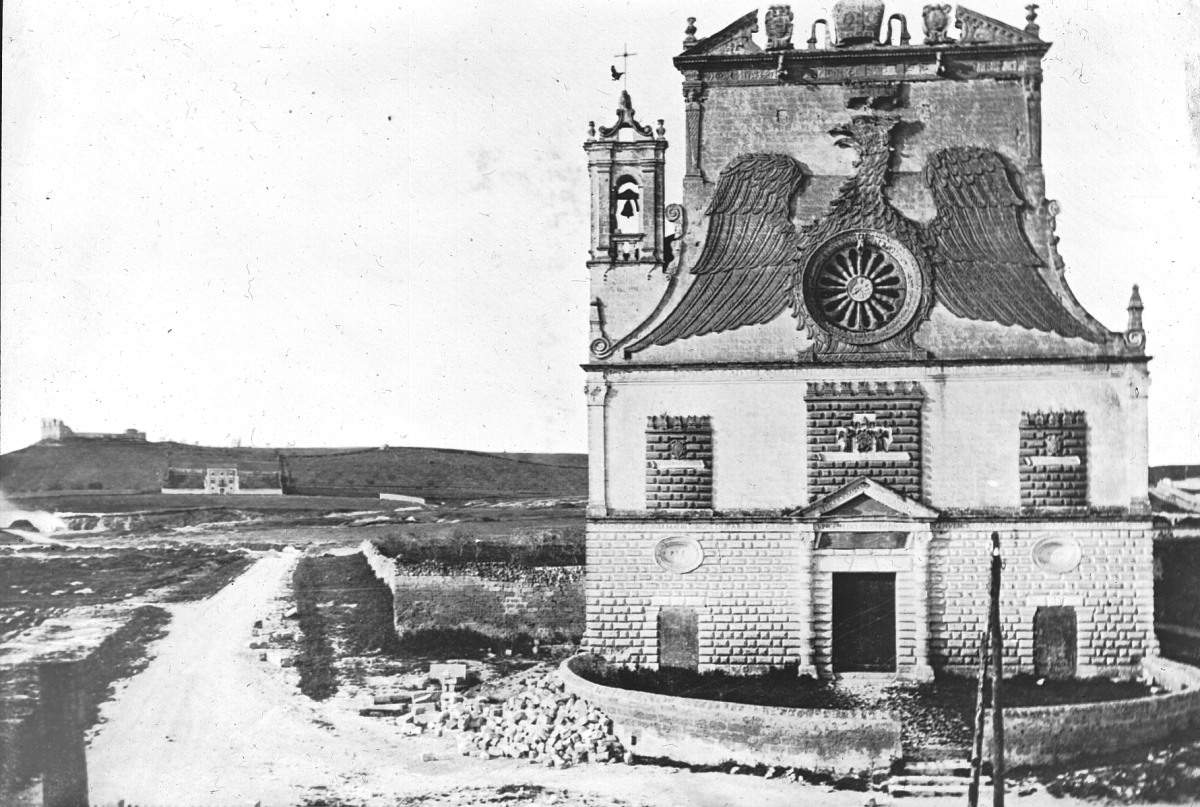
Santuario de la Virgen de las Gracias, en Gravina in Puglia, cuartel general de la infantería motorizada italiana durante la Segunda Guerra Mundial

La diócesis tenía 473 km² y extendía su jurisdicción sobre los fieles católicos de rito latino residentes en parte de la región de Apulia, comprendiendo:
- en la ciudad metropolitana de Bari las comunas de Gravina in Puglia y Poggiorsini;
- en la provincia de Barletta-Andria-Trani la comuna de Spinazzola.

La sede de la diócesis se encontraba en la ciudad de Gravina in Puglia, en donde se halla la Catedral basílica de la Asunción de María (hoy concatedral de la diócesis de Altamura-Gravina-Acquaviva delle Fonti), elevada en agosto de 1993 por el papa Juan Pablo II a la dignidad de basílica menor. En Spinazzola se halla el santuario de María Santísima del Bosque.
En 1986 en la diócesis existían 15 parroquias, de las cuales 12 en la comuna de Gravina in Puglia, 2 en la de Spinazzola y 1 en la de Poggiorsini.

## Historia
Los orígenes de la diócesis de Gravina son inciertos. Historiadores como Baronio y Ughelli atestiguan la existencia de la diócesis a partir de la segunda mitad del siglo IX, donde están documentados dos obispos: Pietro, que participó en la consagración del papa Adriano II en Roma en 867; y Leone, que participó en el Sínodo de Ponthion en Francia en 876, donde el arzobispo de Sens fue proclamado primado de la Galia y de Alemania. Sin embargo, debido a variantes en las lecturas de los manuscritos medievales, estos dos prelados podrían haber pertenecido a otras sedes episcopales.
En el año 968, durante la época bizantina, el emperador Nicéforo Focas autorizó al patriarca Polieucto de Constantinopla a erigir la sede metropolitana de Otranto, otorgando al metropolitano Pietro el poder de consagrar a los obispos sufragáneos de Acerenza, Tursi, Gravina, Matera y Tricarico. Sin embargo, no está claro si estas disposiciones tuvieron algún efecto real, ya que las Notitiae Episcopatuum bizantinas del siglo XI mencionan solo una sede sufragánea de Otranto, la de Tursi, y Gravina o cualquiera de sus obispos nunca aparecen en las documentos.
A finales del siglo X los monjes benedictinos llegaron a Gravina y sus alrededores y establecieron varios centros monásticos, entre ellos Santa Maria la Nova, Sant'Angelo del Frassineto y Santa Maria di Belmonte. En 999 la ciudad fue atacada por los sarracenos, que destruyeron la catedral de San Juan Bautista.
Con el fin de la dominación bizantina y el comienzo de la normanda, comenzó un nuevo período para la Iglesia de Gravina. La diócesis está mencionada en una bula del papa Alejandro II del 13 de abril de 1068, con la que el pontífice confirmó a Arnaldo, metropolitano de Acerenza, todas sus posesiones y sus diócesis sufragáneas, incluida la de Gravina.
El normando Hunfredo, conde y señor de Gravina, fue muy generoso con su ciudad y con la Iglesia de Gravina. En diciembre de 1092, «concedió a la Iglesia de Gravina una serie de privilegios e inmunidades destinados a reconstituir las rentas eclesiásticas que se habían vuelto completamente inexistentes, permitiéndole así tener un nuevo obispo después de años de sede vacante »; y al mismo tiempo dirigió una súplica con esta petición explícita al metropolitano Arnoldo El primer obispo documentado históricamente es Guido, que el 29 de septiembre de 1099 estuvo presente en la consagración de la iglesia de San Miguel Arcángel en Montescaglioso junto a Librando de Tricarico, Gerardo de Potenza y Amuri de Mottola.
En 1102 el papa Pascual II confirmó que Gravina pertenecía a la provincia eclesiástica de la arquidiócesis de Acerenza.
La Catedral de Gravina fue construida a finales del siglo XI, gracias a la iniciativa del conde Hunfredo; gravemente dañada primero por un incendio y luego por un terremoto, fue reconstruida en la segunda mitad del siglo XV por el obispo Matteo d'Aquino. Alberga en un relicario un brazo de santo Tomás Becket obtenido del obispo Roberto en 1179.
Federico II de Suabia, después de haber refundado la ciudad de Altamura alrededor de 1230, erigió una gran iglesia dedicada a la Asunción, con el título de capilla palatina, a la que concedió el privilegio de exención de cualquier jurisdicción episcopal y arzobispal, dependiente solo del soberano, que era encargado de nombrar a los arciprestes, y de la Santa Sede; estas disposiciones fueron confirmadas por el papa Inocencio IV en 1248. Pronto, sin embargo, los obispos de Gravina comenzaron a reivindicar derechos sobre la iglesia de Altamura, oponiéndose a las decisiones tomadas; Así comenzó una larga disputa, que duraría siglos, «entre los prelados de Altamura y los obispos de Gravina, cada uno dispuesto a hacer valer por cualquier medio sus propios derechos, reales o presuntos».
Los primeros conflictos surgieron con la llegada de los angevinos. El obispo Giacomo de Tarento acusó a los habitantes de Altamura de haber falsificado el diploma de Federico II y la bula papal de Inocencio IV. El arcipreste Palmiro De Viana apeló al rey Carlos I de Anjou, quien le dio la razón. La Santa Sede intervino a su vez y depuso al obispo en octubre de 1266. Su sucesor Pietro reanudó la polémica, pero tuvo que reconocer la autenticidad de los documentos altamuranos y, por lo tanto, la independencia del arciprestazgo de Altamura. Las cosas se complicaron aún más a finales de siglo, cuando Giacomo II (1294-1308) fue nombrado obispo de Gravina y reanudó la controversia con mayor vehemencia. Esto dio lugar a un proceso jurisdiccional, que se inició a finales de julio de 1299 y concluyó el 20 de enero de 1301 con un acuerdo entre el arcipreste de Altamura y el obispo de Gravina, que reconoció de hecho la autonomía de Altamura. El obispo Giacomo II terminó sus días asesinado por sicarios del barón Teodoro de Gravina, con el que había entrado en conflicto. Su sucesor Nicola (hacia 1320-1335) reanudó la controversia contra los arciprestes de Altamura, sufriendo también un duro revés, con la suspensión a divinis y la interdicción por siete años.
A principios del siglo XV, en pleno Cisma de Occidente, la Iglesia de Gravina vivió un momento de grave dificultad, que el historiador Domenico Nardone estigmatiza así: «La Iglesia romana estaba entonces turbada por el cisma, y los eclesiásticos "Los personajes de Gravina aparecen en esta época tan convulsa por desavenencias personales, diferencias de opinión, abusos mutuos y matones, en una lucha encarnizada entre facciones al servicio de personalidades más autorizadas y aspirantes a puestos más remunerados y de mando». De hecho, el obispo Enrico Dasmani, nombrado en 1411, parece que nunca tomó posesión de la diócesis, dejando así la sede vacante durante 18 largos años, hasta que el capítulo y los eclesiásticos de Gravina se vieron obligados a fijar residencia y elegir a Giovanni Roberto Santoro, elección aceptada y ratificada por el papa Martín V. Esto, sin embargo, creó un precedente peligroso, porque hizo creer a los canónigos de Gravina que tenían derecho a elegir a su propio obispo. A la muerte de Santoro (hacia 1444), el capítulo se dividió y la falta de acuerdo obligó a la Santa Sede a nombrar un administrador apostólico en la persona del arzobispo de Tarento, Marino Orsini, que gobernó la Iglesia de Gravina durante casi veinticinco años, hasta su muerte en 1471.
A partir de 1568 la diócesis fue gobernada por obispos originarios del centro y norte de Italia, hasta principios del siglo XVIII. El primero fue el milanés Francesco Bossi (1568-1574), "alumno del cardenal Federico Borromeo y ferviente partidario de las directrices del Concilio de Trento". En 1574 convocó el primer sínodo diocesano, del que se conservan las actas, que sin embargo mencionan otros sínodos celebrados anteriormente por el mismo prelado. Le siguió el modenés Antonio Maria Manzoli (1581-1593), que reconstruyó la sacristía de la catedral tras el derrumbe del campanario.
Su sucesor Vincenzo Giustiniani (1593-1614), noble genovés, fundó el seminario, la iglesia de la Madonna delle Grazie y el convento de las capuchinas. Reanudó la antigua disputa con los prelados de Altamura, dando lugar a "una de las disputas más violentas que la historia eclesiástica de Gravina y Altamura pueda recordar". En 1601 Giustiniani lanzó un interdicto contra la ciudad de Altamura y cuatro años más tarde, con el apoyo del papa Paulo V, transformó el interdicto en excomunión. El prelado altamurano Girolamo De Mari, que había ido a Roma para defender sus prerrogativas, fue arrestado y encarcelado. En 1622 se levantó la excomunión y, mediante un concordato, sancionado con la bula Decet romanum pontificem del 15 de febrero, el papa Gregorio XV reconoció a los obispos de Gravina el derecho a ejercer la iura episcopalia sobre la Iglesia de Altamura, con la prohibición, sin embargo, de actuar en el futuro contra el clero y el pueblo de Altamura.
El siglo XVII estuvo marcado por el largo episcopado de Domenico Cennini (1645-1684): «fundó la Congregación de la Doctrina Cristiana, redujo a cuatro las seis parroquias existentes, hizo construir la iglesia de Santa María del Suffragio (Purgatorio), instituyó la «Sacro Monte del Sufragio»… Creó la biblioteca para el clero, donando todos sus libros y todos sus bienes para mejorar las condiciones y los estudios del seminario.» Durante su episcopado, en 1674, san Miguel Arcángel fue proclamado patrono de la ciudad y de la diócesis, cuya fiesta fue instituida por el obispo Marcello Cavalieri (1690-1705), a quien también se debe la construcción de un nuevo seminario en las inmediaciones del palacio episcopal.
Para mejorar la situación moral y religiosa de la diócesis, agravada por un largo período de sede vacante (1708-1718), el papa nombró administrador de la diócesis al arzobispo de Manfredonia Vincenzo Maria Orsini, originario de Gravina y futuro papa Benedicto XIII, que entre otras cosas, tuvo el mérito de haber recogido, ordenado y catalogado los documentos de los archivos eclesiásticos y de los archivos universitarios. Su obra moralizadora y renovadora fue continuada por los dominicos Lucini (1718-1725) y Ferrero (1725-1730). A este último se debe también la fundación de la parroquia de Maria Santissima dei Sette Dolori (1726) en el barrio de Macchiavetrana, hoy Poggiorsini.

### Unión con Montepeloso
El 27 de junio de 1818, mediante la bula De utiliori del papa Pío VII, la diócesis de Gravina se unió aeque principaliter a la diócesis de Montepeloso y al mismo tiempo pasó a estar inmediatamente sujeta a la Santa Sede. Con la misma bula Altamura fue confirmada en su autonomía respecto de Gravina, autonomía que ya poseía desde finales del siglo XVIII. Sin embargo, casi irónicamente, en 1828 el rey Francisco I nombró al obispo de Gravina y Montepeloso, Cassiodoro Margarita, administrador de la Iglesia de Altamura, cargo que ocupó hasta 1848: «la actividad pastoral de este prelado duró unos buenos veinte años y dejó un recuerdo muy positivo en las tres comunidades bajo su cuidado».
El 25 de abril de 1975 Salvatore Isgrò fue nombrado, con doble bula papal, obispo de Gravina y Montepeloso y prelado de Altamura y Acquaviva delle Fonti, unificando así in persona episcopi las sedes episcopales.
La unión de Gravina con Irsina (nombre asumido por la ciudad de Montepeloso en 1898) duró hasta el 11 de octubre de 1976 cuando, mediante la bula Apostolicis Litteris del papa Pablo VI, la diócesis de Irsina fue separada de Gravina. En el mismo año, la comuna de Spinazzola fue separada de la diócesis de Venosa e incorporada a la de Gravina.
El 20 de octubre de 1980, mediante la bula Qui Beatissimo Petro del papa Juan Pablo II, Gravina pasó a formar parte de la provincia eclesiástica de la arquidiócesis de Bari.
El 30 de septiembre de 1986, mediante el decreto Instantibus votis de la Congregación para los Obispos, la diócesis de Gravina y la prelatura de Altamura y Acquaviva delle Fonti, ya unidas in persona episcopi desde 1975, se unieron con la fórmula plena unione y la nueva circunscripción eclesiástica asumió el nombre de la diócesis de Altamura-Gravina-Acquaviva delle Fonti.

## Estadísticas
Según el Anuario Pontificio 1981 la diócesis tenía a fines de 1980 un total de 44 200 fieles bautizados.
| Año                                                                             | Población            | Población | Población      | Sacerdotes | Sacerdotes    | Sacerdotes    | Bautizados por sacerdote | Diáconos permanentes | Religiosos | Religiosos | Parroquias |
| Año                                                                             | Bautizados católicos | Total     | % de católicos | Total      | Clero secular | Clero regular | Bautizados por sacerdote | Diáconos permanentes | Varones    | Mujeres    | Parroquias |
| ------------------------------------------------------------------------------- | -------------------- | --------- | -------------- | ---------- | ------------- | ------------- | ------------------------ | -------------------- | ---------- | ---------- | ---------- |
| Diócesis de Gravina e Irsina                                                    |                      |           |                |            |               |               |                          |                      |            |            |            |
| 1950                                                                            | 35 900               | 36 000    | 99.7           | 34         | 30            | 4             | 1055                     |                      | 4          | 130        | 10         |
| 1970                                                                            | 34 946               | 47 300    | 73.9           | 23         | 20            | 3             | 1519                     |                      | 3          | 135        | 9          |
| Diócesis de Gravina                                                             |                      |           |                |            |               |               |                          |                      |            |            |            |
| 1980                                                                            | 44 200               | 46 302    | 95.5           | 31         | 24            | 7             | 1425                     |                      | 7          | 135        | 13         |
| Fuente: Catholic-Hierarchy, que a su vez toma los datos del Anuario Pontificio. |                      |           |                |            |               |               |                          |                      |            |            |            |

## Episcopologio

### Obispos de Gravina
- Pietro? † (mencionado en 867)[nota 3]
- Leone? † (mencionado en 876)[nota 4]

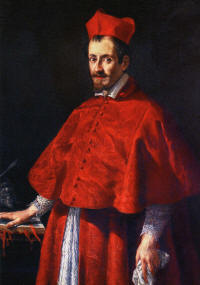
Giulio Cesare Sacchetti, obispo de Gravina (1623-1626)

- Guido † (antes de 1099-después de 1123)
- Orso † (mencionado en 1152)
- Roberto † (mencionado en 1179)[24]
- Tommaso † (antes de septiembre de 1188-después de febrero de 1212)[24]
- Anónimo[nota 5] † (mencionado en 1215)[24]
- Samuele † (antes de julio de 1219-después de febrero de 1238)[24]
  - Alferio † (mencionado como "obispo electo" en 1245 circa)[24]
- Pantaleone? † [nota 6]
- Giacomo di Tarento † (antes de 1250-14 de octubre de 1266 depuesto)[24]
  - Sede vacante (1266-1282)[24]
- Pietro, O.S.B. † (antes de junio de 1284-después del 26 de noviembre de 1284 o 1285 falleció)[nota 7]
- Palmerio † (?-1286 falleció)[25]
- Nicola da Potenza, O.P. † (?-1291 falleció)[25]
- Giovanni † (?-1294 falleció)[25]
- Giacomo II † (circa 1294-julio de 1308 falleció)[26]
- Francesco † (circa 1308-1318 falleció)
  - Sede vacante (1318-1322)
- Nicola † (antes de agosto de 1322-1335 falleció)
- Riccardo Caracciolo, O.F.M. † (1335-mayo de 1343 falleció)
- Andra da Perugia, O.F.M. † (3 de septiembre de 1343-1345 falleció)
- Tancredi da Auletta, O.F.M. † (3 de marzo de 1346-1348 falleció)
- Bernardo Cucchi † (28 de enero de 1349-1349 falleció)
- Giovanni da Gallinaro, O.F.M. † (22 de mayo de 1350-14 de marzo de 1373 nombrado obispo de Rossano)
- Luciano, O.E.S.A. † (8 de abril de 1373-antes del 14 de diciembre de 1381 falleció)
  - Sede vacante (1381-1386)
  - Nicola De Madio, O.P. † (7 de febrero de 1386-?) (antiobispo)
- Filippo † (1387-16 de abril de 1395 nombrado arzobispo de Otranto)
- Francesco Bonaccursi, O.F.M. † (1 de mayo de 1395-13 de octubre de 1400 nombrado obispo de Accia)
- Antonio De Rossi † (13 de octubre de 1400-4 de enero de 1402 nombrado obispo de Isola)
- Ruggero Longobardi † (4 de enero de 1402-1411 falleció)
- Enrico Dasmani, O.F.M. † (19 de octubre de 1411-? renunció)[nota 8]
- Giovanni Roberto Santoro † (20 de mayo de 1429-circa 1444 falleció)
  - Marino Orsini † (14 de febrero de 1447-1471 falleció) (administrador apostólico)
- Giacomo Vittorio Appiani † (1 de febrero de 1473-1482 falleció)
- Pietro Matteo d'Aquino † (19 de agosto de 1482-18 de febrero de 1508 nombrado obispo de Lecce)
- Antonio Brancaccio (o Brancati), O.P. † (18 de febrero de 1508-1518 falleció)
- Luca Rinaldi † (1 de diciembre de 1518-1552 falleció)
- Giovanni Angelo Pellegrino † (14 de diciembre de 1552-1568 falleció)
- Francesco Bossi † (2 de agosto de 1568-5 de mayo de 1574 nombrado arzobispo de Perugia)
- Gastone Ettore Paganelli † (10 de mayo de 1574-1575 falleció)
- Giulio Ricci † (9 de mayo de 1575-13 de noviembre de 1581 nombrado obispo de Teramo)
- Antonio Maria Manzoli † (26 de noviembre de 1581-1593 renunció)
- Vincenzo Giustiniani † (2 de agosto de 1593-3 de octubre de 1614 falleció)
- Agostino Cassandra, O.F.M. † (24 de noviembre de 1614-17 de septiembre de 1623 falleció)
- Giulio Cesare Sacchetti † (4 de diciembre de 1623-17 de marzo de 1626 nombrado obispo de Fano)
- Arcangelo Baldini, O.P. † (20 de julio de 1626-27 de noviembre de 1629 falleció)
- Arcasio Ricci † (13 de noviembre de 1630-1636 falleció)
- Filippo Consacchi † (15 de diciembre de 1636-1644 falleció)
- Domenico Cennini † (6 de marzo de 1645-21 de agosto de 1684 falleció)
  - Sede vacante (1684-1686)
- Domenico Valvassori, O.S.A. † (18 de marzo de 1686-2 de octubre de 1689 falleció)
- Marcello Cavalieri, O.P. † (11 de enero de 1690-22 de agosto de 1705 falleció)
- Luigi Capuano † (14 de diciembre de 1705-13 de septiembre de 1708 falleció)
  - Sede vacante (1708-1718)
- Cesare Francesco Lucini, O.P. † (11 de mayo de 1718-2 de marzo de 1725 falleció)
- Vincenzo Ferrero, O.P. † (18 de abril de 1725-8 de febrero de 1730 nombrado obispo de Lucera)
  - Sede vacante (1730-1731)
- Camillo Olivieri † (5 de marzo de 1731-21 de agosto de 1758 falleció)
- Nicola Cicirelli † (18 de diciembre de 1758-circa de mayo de 1790 falleció)
  - Sede vacante (1790-1792)
- Michele de Angelis † (18 de junio de 1792-1806 falleció)
  - Sede vacante (1806-1818)

### Obispos de Gravina y Montepeloso (Irsina)
- Ludovico Roselli † (2 de octubre de 1818-15 de octubre de 1818 falleció)
- Cassiodoro Margarita † (21 de diciembre de 1818-1 de septiembre de 1850 falleció)
- Saverio Giannuzzi-Savelli † (17 de febrero de 1851-14 de agosto de 1851 falleció)
- Mario De Luca † (27 de diciembre de 1852-24 de marzo de 1855 falleció)
- Raffaele Morisciano † (28 de septiembre de 1855-27 de septiembre de 1858 nombrado obispo de Squillace)
- Alfonso Maria Cappetta † (20 de junio de 1859-22 de julio de 1871 falleció)
- Vincenzo Salvatore † (6 de mayo de 1872-7 de septiembre de 1899 falleció)
- Cristoforo Maiello † (14 de diciembre de 1899-8 de marzo de 1906 falleció)
- Nicolò Zimarino † (6 de diciembre de 1906-14 de mayo de 1920 falleció)
  - Sede vacante (1920-1922)
- Giovanni Maria Sanna, O.F.M.Conv. † (12 de mayo de 1922-15 de abril de 1953 renunció[nota 9])
- Aldo Forzoni † (14 de mayo de 1953-30 de noviembre de 1961 nombrado obispo de Diano-Teggiano)
- Giuseppe Vairo † (19 de enero de 1962-23 de diciembre de 1971 renunció)
  - Sede vacante (1971-1975)[nota 10]
- Salvatore Isgrò † (25 de abril de 1975[nota 11]-11 de octubre de 1976[nota 12])

### Obispos de Gravina y prelados de Altamura y Acquaviva delle Fonti
- Salvatore Isgrò † (25 de abril de 1975-18 de marzo de 1982 nombrado arzobispo de Sassari)
- Tarcisio Pisani, O.M. † (28 de junio de 1982-30 de septiembre de 1986 nombrado obispo de Altamura-Gravina-Acquaviva delle Fonti)